# Zygry (gromada)
Zygry – dawna gromada, czyli najmniejsza jednostka podziału terytorialnego Polskiej Rzeczypospolitej Ludowej w latach 1954–1972.
Gromady, z gromadzkimi radami narodowymi (GRN) jako organami władzy najniższego stopnia na wsi, funkcjonowały od reformy reorganizującej administrację wiejską przeprowadzonej jesienią 1954 do momentu ich zniesienia z dniem 1 stycznia 1973, tym samym wypierając organizację gminną w latach 1954–1972.
Gromadę Zygry siedzibą GRN w Zygrach utworzono – jako jedną z 8759 gromad na obszarze Polski – w powiecie sieradzkim w woj. łódzkim, na mocy uchwały nr 38/54 WRN w Łodzi z dnia 4 października 1954. W skład jednostki weszły obszary dotychczasowych gromad Zygry i Bogucice oraz parcelacja Bąki z dotychczasowej gromady Stefanów-Bąki ze zniesionej gminy Krokocice, ponadto obszar dotychczasowej gromady Zalesie ze zniesionej gminy Zadzim i obszar dotychczasowej gromady Chodaki ze zniesionej gminy Wierzchy w tymże powiecie. Dla gromady ustalono 15 członków gromadzkiej rady narodowej.
1 stycznia 1956 gromada weszła w skład nowo utworzonego powiatu poddębickiego w tymże województwie.
1 lipca 1968 do gromady Zygry włączono obszar zniesionej gromady Kłoniszew w tymże powiecie oraz wieś Stefanów ze znoszonej gromady Krokocice w powiecie sieradzkim w tymże województwie.
Gromada przetrwała do końca 1972 roku, czyli do kolejnej reformy gminnej.